# SIAI S.21
Die SIAI S 21 war ein Rennflugboot des italienischen Flugzeugherstellers SIAI-Marchetti. Es wurde als Nachfolgeprojekt der erfolglosen Modelle SIAI S.17 und SIAI S.19 gebaut, um die Schneider-Trophy zu gewinnen.

## Geschichte
Die Vorgängermodelle SIAI S.17 und SIAI S.19 sollten nach Plänen von SIAI die Schneider-Trophy gewinnen, waren jedoch nicht erfolgreich: Die S. 17 stürzte in den Lago Maggiore, bei der S. 19 gelang es nicht, den Motor sicher einzubauen.
Die S. 21 sollte am 13. April 1921 in Monaco an einem Rennen teilnehmen, hatte jedoch einen Kielschaden und konnte nicht starten. Dennoch wurde die SIAI S. 21 für die Schneider-Trophy 1921 angemeldet. Vor dem Rennen im August erkrankte der Pilot, sodass die Maschine auch hier nicht starten konnte und die Schneider-Trophy an einen anderen Gewinner ging. Bei den Übungsflügen zeigte sich jedoch die überlegene Technologie der S. 21.

## Technik
Wie die Vorgängermodelle war die S. 21 ein Doppeldeckerflugboot mit kanuförmigem Holzrumpf. Die Tragflächen waren, wie auch schon bei den Vorgängermaschinen SIAI S.8 bis SIAI S.19, mit Leinen bespannt und mit Holmen und Stahldrähten am Rumpf befestigt. Zu Beginn war die S. 21 mit einem Motor von Isotta Fraschini-V9 mit 260 PS ausgerüstet, für die geplante Teilnahme an der Schneider-Trophy wurde ein Ansaldo 4E-14 mit 300 PS mit einer Zweiblattluftschraube eingebaut. Die Motorbefestigung wurde aus Stahlholmen gefertigt.
Der Motor der S. 21 war deutlich schwächer und kleiner als der Motor des Vorgängermodells S. 19. Damit zog SIAI die Konsequenz aus den Schwierigkeiten beim Einbau, an denen die S. 19 gescheitert war.

## Technische Daten
| Kenngröße             | Daten                                          |
| --------------------- | ---------------------------------------------- |
| Besatzung             | 1                                              |
| Länge                 | 6,6 m                                          |
| Spannweite            | 6,6 m                                          |
| Höhe                  | 2,9 m                                          |
| Flügelfläche          | unbekannt                                      |
| Leermasse             | unbekannt                                      |
| Startmasse            | unbekannt                                      |
| Antrieb               | ein Ansaldo San Giorgio 4E-14, 300 PS (221 kW) |
| Reisegeschwindigkeit  | ca. 170 km/h                                   |
| Höchstgeschwindigkeit | 220 km/h                                       |
| Reichweite            | ca. 600 km                                     |
| Bewaffnung            | keine                                          |